# Ozicrypta littleorum
Ozicrypta littleorum là một loài nhện trong họ Barychelidae. Loài này phân bố ờ Queensland.